# Martha Graham
Martha Graham (Condado de Allegheny, Pensilvânia, 11 de maio de 1894 – Nova Iorque, 1 de abril de 1991) foi uma dançarina e coreógrafa estadunidense que revolucionou a história da dança moderna.
O impacto que a dança de Martha Graham causou nos palcos é frequentemente comparado à influência que Picasso teve para a pintura em seu tempo, ou Stravinsky na música, ou Frank Lloyd Wright na arquitetura. As suas contribuições transformaram essa forma de arte, revitalizando e difundindo a dança ao redor do mundo.
Na sua busca por uma forma de expressar-se mais honesta e livremente, ela fundou a Martha Graham Dance Company, uma das mais conceituadas e antigas companhias de dança nos Estados Unidos.
Como professora, Graham treinou e inspirou gerações de grandes bailarinos e coreógrafos. Entre seus discípulos estão Alvin Ailey, Twyla Tharp, Paul Taylor, Merce Cunningham e incontáveis outros atores e dançarinos.
Ela colaborou com alguns dos mais conceituados artistas de seu tempo, como o compositor Aaron Copland e o escultor Isamu Noguchi. Ela inventou uma nova linguagem de movimento, usada para revelar a paixão, a raiva e o êxtase comuns à experiência humana. Ela dançou e coreografou por mais de 70 anos, e durante esse tempo foi a primeira dançarina a se apresentar na Casa Branca, viajar para o estrangeiro como embaixadora cultural, e receber o maior prêmio civil do EUA: a Medalha Presidencial da Liberdade.
Em sua vida, ela recebeu homenagens que vão desde a Chave da Cidade de Paris até a Ordem da Coroa Preciosa do Império Japonês. Ela disse: "Passei toda a minha vida com a dança e sendo uma bailarina. É a vida que permite usá-lo de uma forma muito intensa. Às vezes não é agradável. Às vezes é terrível. Mas, apesar disso, é inevitável".

## Biografia
Durante os seus anos de formação, Graham passou a maior parte do tempo na Costa Oeste. Seu pai, um médico especialista em disfunções neurológicas, tinha grande interesse no diagnóstico através da observação dos movimentos físicos.

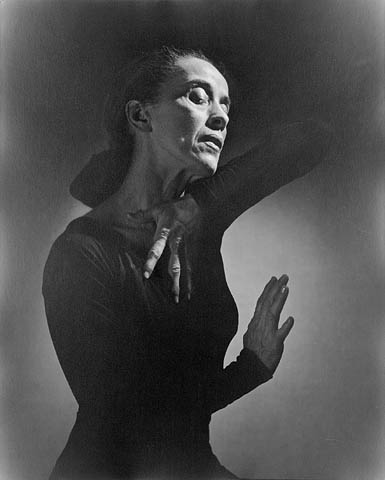
Martha aos 54 anos.

Essa crença de que a capacidade do corpo de expressar seus sentimentos e sensações interiores foi vital no interesse e desejo de Graham pela dança. Apesar de ter sido uma garota atlética, ela nunca sentiu grande interesse pela dança durante a sua infância.
Quando ela tinha 10 anos, uma de suas irmãs desenvolve asma e sua família se vê obrigada a mudar para a Califórnia por causa do clima mais adequado. É assim que, em 1911, já na sua adolescência, Martha tem o seu primeiro contato com a dança: a Companhia de Ballet da bailarina Ruth S. Denis se apresenta na Mason Opera House em Los Angeles.
Inspirada pelo desempenho dela, Graham se matricula em um colégio orientado para as artes, e depois na recém-inaugurada Escola de Dança Denishawn.
A Denishawn foi fundada por Ruth S. Denis e seu marido Ted Shawn, e seu objetivo era ensinar técnicas de dança da América e do mundo. Ao longo de oito anos, tanto como aluna quanto como professora, Denishawn foi o seu segundo lar.

Ao contrário de Isadora Duncan, utilizando as palavras de Garaudy, "ela não quis se identificar com os ritmos da natureza":
Eu não quero ser uma árvore, uma flor, uma onda ou uma nuvem. No corpo de um bailarino devemos, como espectadores, tomar consciência de nós mesmos. Não devemos procurar uma imitação das ações cotidianas, dos fenômenos da natureza ou de criaturas exóticas de outro planeta, mas sim alguma coisa deste milagre que é o ser humano motivado, disciplinado e concentrado. A vida, contrariamente à puritana, é uma aventura, uma forma de expansão do homem que exige extrema sensibilidade para ser realizada com graça, com dignidade e com eficácia… O corpo e alma estão implicados de forma indivisível nesta experiência da vida, e a arte pode ser vivida por um ser total. Só uma sensibilidade apurada e exaltada realiza esta concentração no instante que é a verdadeira vida.
Foi uma das principais representantes da dança contemporânea nos EUA, sendo conhecida mais tarde como a mãe da dança moderna. Tinha como objetivo desvendar a alma humana. Ela dizia de seu próprio corpo:
Os séculos e seus eventos passaram por ele. Como os pintores e arquitetos modernistas eliminamos qualquer elemento decorativo ou supérfluo da nossa forma de expressão. 
Sua teoria de movimentos começou quando na adolescência ouviu seu pai, que era médico de distúrbios mentais, dizer que tratava seus pacientes de acordo com a forma a qual esses se moviam, Martha dizia que "O corpo diz o que as palavras não podem dizer". Deu início a sua carreira de bailarina aos 22 anos logo após a morte de seu pai.
Sua técnica de trabalho era voltada para a respiração, inspiração-contração, expiração-relaxamento, e também para o idealismo social e por uma forma melhor de vida. Muitas coisas se passaram no trajeto de sua carreira: mudança social, moda, gerações, e Martha sempre criando novos trabalhos, acompanhando todas essas mudanças. Dirigiu sua companhia até a morte (1991) e, aos 80 anos de idade, criou Acts of Light. Morreu em Nova York transformando-se em uma lenda no meio da dança. Seu corpo foi cremado e suas cinzas espalhadas no Montes Sangre de Cristo no norte do Novo México no Estados Unidos.

## Citação
De acordo com Agnes de Mille: "A coisa mais marcante que ela me disse foi em 1943, após a estreia de Oklahoma!, quando fui surpreendida pelo súbito e inesperado ruidoso sucesso de um trabalho que eu considerava apenas razoável, após anos de negligência a trabalhos que eu considerava melhores. Eu estava aturdida e temerosa de que toda a minha escala de valores poderia ser duvidosa. Eu falei com Martha. Eu me lembro bem da conversa. Aconteceu no restaurante Schrafft's, enquanto bebíamos refrigerante. Eu lhe confessei que tinha um forte desejo de ser excelente, mas não tinha fé que poderia sê-lo. Martha me disse calmamente: 
Há uma vitalidade, uma força vital, uma energia, um estímulo que se traduz em você pelo seu ato, porque só há uma de você o tempo todo; essa expressão é única. Se você a detém, ela nunca existirá por nenhum outro meio e se perderá. Ela não aparecerá no mundo. Não é de sua conta determinar quão bom ela é, nem quão valiosa, nem como se compara com outras expressões. O que te importa é mantê-la clara e diretamente sua, manter o canal aberto. Você não tem nem mesmo que acreditar em si mesma e em seu trabalho. Você tem que se manter aberta e alerta ao anseio que te motiva. Mantenha o canal aberto. Nenhuma artista é agraciada. [Não há] qualquer satisfação, em momento algum. Há somente uma estranha insatisfação divina, uma inquietação bendita que nos impulsiona e nos faz mais vivas que os demais.

## Coreografia
Este trecho das críticas de John Martin no The New York Times fornece informações sobre o estilo coreográfico de Graham. "Frequentemente, a vivacidade e a intensidade de seu propósito são tão potentes que, ao abrir a cortina, eles atingem como um golpe, e naquele momento é preciso decidir se ele é a favor ou contra ela. Ela resume seus humores e movimentos até que eles sejam desprovidos de todas as substâncias estranhas e são concentrados ao mais alto grau". Graham criou 181 balés.
| Ano        | Performance                         | Musica                                                         |
| ---------- | ----------------------------------- | -------------------------------------------------------------- |
| 1926       | Chorale                             | César Franck                                                   |
| 1926       | Novelette                           | Robert Schumann                                                |
| 1927       | Lugubre                             | Alexander Scriabin                                             |
| 1927       | Revolt                              | Arthur Honegger                                                |
| 1927       | Fragilité                           | Alexander Scriabin                                             |
| 1927       | Scherza                             | Robert Schumann                                                |
| 1929       | Figure of a Saint                   | George Frideric Handel                                         |
| 1929       | Resurrection                        | Tibor Harsányi                                                 |
| 1929       | Adolescence                         | Paul Hindemith                                                 |
| 1929       | Danza                               | Darius Milhaud                                                 |
| 1929       | Vision of the Apocalypse            | Hermann Reutter                                                |
| 1929       | Insincerities                       | Sergei Prokofiev                                               |
| 1929       | Moment Rustica                      | Francis Poulenc                                                |
| 1929       | Heretic                             | do folclore                                                    |
| 1930       | Lamentation                         | Zoltán Kodály                                                  |
| 1930       | Harlequinade                        | Ernst Toch                                                     |
| 1931       | Primitive Mysteries                 | Louis Horst                                                    |
| 1931       | Bacchanale                          | Wallingford Riegger                                            |
| 1931       | Dolorosa                            | Heitor Villa-Lobos                                             |
| 1933       | Romeo and Juliet                    | Paul Nordoff                                                   |
| 1934       | Dance in Four Parts                 | George Antheil                                                 |
| 1934       | Celebration                         | Louis Horst                                                    |
| 1935       | Praeludium                          | Paul Nordoff                                                   |
| 1935       | Frontier                            | Louis Horst                                                    |
| 1935       | Course                              | George Antheil                                                 |
| 1936       | Steps in the Street                 | Wallingford Riegger                                            |
| 1936       | Chronicle                           | Wallingford Riegger                                            |
| 1936       | Horizons                            | Louis Horst                                                    |
| 1936       | Salutation                          | Lehman Engel                                                   |
| 1937       | Deep Song                           | Henry Cowell                                                   |
| 1937       | Opening Dance                       | Norman Lloyd                                                   |
| 1937       | Immediate Tragedy                   | Henry Cowell                                                   |
| 1937       | American Lyric                      | Alex North                                                     |
| 1938       | American Document                   | Ray Green                                                      |
| 1939       | Columbiad                           | Louis Horst                                                    |
| 1939       | Every Soul is a Circus              | Paul Nordoff                                                   |
| 1940       | El Penitente                        | Louis Horst                                                    |
| 1940       | Letter to the World                 | Hunter Johnson                                                 |
| 1941       | Punch and the Judy                  | Robert McBride                                                 |
| 1942       | Land Be Bright                      | Arthur Kreutz                                                  |
| 1943       | Deaths and Entrances                | Hunter Johnson                                                 |
| 1943       | Salem Shore                         | Paul Nordoff                                                   |
| 1944       | Appalachian Spring                  | Aaron Copland                                                  |
| 1944       | Imagined Wing                       | Darius Milhaud                                                 |
| 1944       | Hérodiade                           | Paul Hindemith                                                 |
| 1946       | Dark Meadow                         | Carlos Chávez                                                  |
| 1946       | Cave of the Heart                   | Samuel Barber                                                  |
| 1947       | Errand into the Maze                | Gian Carlo Menotti                                             |
| 1947       | Night Journey                       | William Schuman                                                |
| 1948       | Diversion of Angels                 | Norman Dello Joio                                              |
| 1950       | Judith                              | William Schuman                                                |
| 1951       | The Triumph of St. Joan             | Norman Dello Joio                                              |
| 1952       | Canticle for Innocent Comedians     | Cameron McCosh                                                 |
| 1954       | Ardent Song                         | Alan Hovhaness                                                 |
| 1955       | Seraphic Dialogue                   | Norman Dello Joio                                              |
| 1958       | Clytemnestra                        | Halim El-Dabh                                                  |
| 1958       | Embattled Garden                    | Carlos Surinach                                                |
| 1959       | Episodes                            | Anton Webern                                                   |
| 1960       | Acrobats of God                     | Carlos Surinach                                                |
| 1960       | Alcestis                            | Vivian Fine                                                    |
| 1961       | Visionary Recital                   | Robert Starer                                                  |
| 1961       | One More Gaudy Night                | Halim El-Dabh                                                  |
| 1962       | Phaedra                             | Robert Starer                                                  |
| 1962       | A Look at Lightning                 | Halim El-Dabh                                                  |
| 1962       | Secular Games                       | Robert Starer                                                  |
| 1962       | Legend of Judith                    | Mordecai Seter                                                 |
| 1963       | Circe                               | Alan Hovhaness                                                 |
| 1965       | The Witch of Endor                  | William Schuman                                                |
| 1967       | Cortege of Eagles                   | Eugene Lester                                                  |
| 1968       | A Time of Snow                      | Norman Dello Joio                                              |
| 1968       | Plain of Prayer                     | Eugene Lester                                                  |
| 1968       | The Lady of the House of Sleep      | Robert Starer                                                  |
| 1969       | The Archaic Hours                   | Eugene Lester                                                  |
| 1973       | Mendicants of Evening               | David G. Walker                                                |
| 1973       | Myth of a Voyage                    | Alan Hovhaness                                                 |
| 1974       | Holy Jungle                         | Robert Starer                                                  |
| 1974       | Jacob's Dream                       | Mordecai Seter                                                 |
| 1975       | Lucifer                             | Halim El-Dabh                                                  |
| 1975       | Adorations                          | Mateo AlbénizDomenico CimarosaJohn DowlandGirolamo Frescobaldi |
| 1975       | Point of Crossing                   | Mordecai Seter                                                 |
| 1975       | The Scarlet Letter                  | Hunter Johnson                                                 |
| 1977       | O Thou Desire Who Art About to Sing | Meyer Kupferman                                                |
| 1977       | Shadows                             | Gian Carlo Menotti                                             |
| 1978       | The Owl and the Pussycat            | Carlos Surinach                                                |
| 1978       | Ecuatorial                          | Edgard Varèse                                                  |
| 1978       | Flute of Pan                        | Música tradicional                                             |
| 1978, 1979 | Frescoes                            | Samuel Barber                                                  |
| 1979       | Episodes                            | Anton Webern                                                   |
| 1980       | Judith                              | Edgard Varèse                                                  |
| 1981       | Acts of Light                       | Carl Nielsen                                                   |
| 1982       | Dances of the Golden Hall           | Andrzej Panufnik                                               |
| 1982       | Andromanche's Lament                | Samuel Barber                                                  |
| 1983       | Phaedra's Dream                     | George Crumb                                                   |
| 1984       | The Rite of Spring                  | Igor Stravinsky                                                |
| 1985       | Song                                | Romanian folk music                                            |
| 1986       | Temptations of the Moon             | Béla Bartók                                                    |
| 1986       | Tangled Night                       | Klaus Egge                                                     |
| 1987       | Perséphone                          | Igor Stravinsky                                                |
| 1988       | Night Chant                         | R. Carlos Nakai                                                |
| 1989       | American Document (nova versão)     | John Corigliano                                                |
| 1990       | Maple Leaf Rag                      | Scott Joplin                                                   |
| 1991       | The Eyes of the Goddess (inacabado) | Carlos Surinach                                                |